# 菊池小卷
菊池小卷（日语：／ Kikuchi Komaki，1997年2月22日—）生于熊本市，是一名日本女子击剑运动员，主攻花剑。她有一个比她大7岁的哥哥和一个比她大5岁的姐姐，她的父母也都练过击剑，她也在4岁时受家人的影响开始接触击剑。2015年高中毕业后，她进入專修大學商学部修读。2019年大学毕业后，她进入世嘉飒美控股。